# 巴克拉希市镇
巴克拉希市镇（俄语：Баклашинское муниципальное образование）是俄罗斯联邦伊尔库茨克州谢列霍夫区所属的一个市镇。其下辖有3个居民点，行政中心为巴克拉希。据2016年统计，该市镇的人口为7099人。